# Ristantia gouldii
Ristantia gouldii är en myrtenväxtart som beskrevs av Peter G.Wilson och Bernard Patrick Matthew Hyland. Ristantia gouldii ingår i släktet Ristantia och familjen myrtenväxter. Inga underarter finns listade i Catalogue of Life.